# Dogon Chouri (Zinder)
Dogon Chouri ist ein Dorf im Arrondissement Zinder IV der Stadt Zinder in Niger.

## Geographie
Das von einem traditionellen Ortsvorsteher (chef traditionnel) geleitete Dorf befindet sich westlich des Stadtzentrums im ländlichen Gemeindegebiet von Zinder, der Hauptstadt der gleichnamigen Region Zinder. Zu den umliegenden Weilern zählen Garin Elh Mattan im Norden, Dogon Chouri Garin Gona im Nordosten, Garin Mamane Dogo im Südosten, Garin Malam im Süden und Dogonchouri Makata im Westen.
Wie im gesamten Gemeindegebiet von Zinder herrscht das Klima der Sahelzone vor, mit einer durchschnittlichen jährlichen Niederschlagsmenge zwischen 300 und 400 mm.

## Bevölkerung
Bei der Volkszählung 2012 hatte Dogon Chouri 680 Einwohner, die in 122 Haushalten lebten. Bei der Volkszählung 2001 betrug die Einwohnerzahl 114 in 19 Haushalten und bei der Volkszählung 1988 belief sich die Einwohnerzahl auf 552 in 85 Haushalten.

## Wirtschaft und Infrastruktur
Es gibt eine Schule im Dorf. Viele Felder um Dogon Chouri wurden von Einwohnern des Stadtzentrums von Zinder aufgekauft. Die verstärkte Ankunft von Zuwanderern aus dem Stadtzentrum in den 2010er Jahren brachte die Einführung neuer Erwerbszweige mit sich, etwa Transporte mit dem Motorradtaxi kabou-kabou.